# Флетьо, Брис
Брис Флетьо́ (фр. Brice Fleutiaux) (23 ноября 1967 — 24 апреля 2001) — французский фоторепортёр и журналист, похищенный в октябре 1999 года чеченскими сепаратистами в период вооружённого конфликта в регионе. Был освобождён 12 июня 2000 года в результате спецоперации российских правоохранительных органов, проведя в плену около 8 месяцев.

## Биография
Родился в Тулузе, Франция. Работал в Камбодже, Индии, Бангладеш, Вьетнаме и республиках бывшей Югославии.

## Плен
В сентябре 1999 года Флетьо прибыл в Анкару, затем через Грузию попал в Чечню, где собирался сделать фоторепортаж из Грозного. По прибытии был похищен сепаратистами с целью выкупа. Похищение журналиста вызвало общественный резонанс во Франции. 12 июня 2000 года Флетьо был освобождён в результате спецоперации. После освобождения провёл встречу с Президентом России Владимиром Путиным.
Во время плена Брис Флетьо некоторое время содержался вместе с самарским журналистом Виктором Петровым, который также находился в заложниках у чеченских террористов.

## Смерть
24 апреля 2001 года в Париже покончил жизнь самоубийством в результате семейного конфликта с супругой. Перед смертью написал книгу, где рассказал о пребывании в плену.

## Кинематограф
Брис фигурирует в кинофильме «Увидимся в Чечне» (See you in Chechnya) грузинского режиссёра Александра Кваташидзе.